# Basilio el Ladrón
Basilio el Ladrón o Gogh Vasil (en armenio Գող Վասիլ ; muerto hacia 1112) fue un noble armenio de Eufratensis. Antiguo lugarteniente de Filareto Brajamio, dirigió a la muerte de este un potente principado en la zona de Raban y Kesun, desde aproximadamente 1080 o 1082 hasta 1112. Encerrado entre Bizancio y los Estados latinos de Oriente, el principado apenas le sobrevivió cuatro años.

## Biografía

### Príncipe armenio

Armenia en los siglos y : el principado de Basilio, llamado «de Kaysum», está representado en el rincón suroeste del mapa.

Basilio formaba parte de los militares que migraron a Eufratensis, la antigua Comagene, tras la batalla de Manzikert y la oleada selyúcida que se extendió sobre Armenia y Anatolia. Sus orígenes son mal conocidos y, aunque en ocasiones es descrito como un jefe de bandidos, sus vínculos con los Catolicós (cf. infra), con los Pahlavouni y con los descendientes bagrátidas sugieren una probable ascendencia más elevada. Su mujer era miembro de la familia noble de los Camsaracanos según el cronista armenio contemporáneo Mateo de Edesa.
Este antiguo oficial bizantino y lugarteniente de Filareto Brajamio heredó a la muerte de este último, hacia 1080 ó 1082, un territorio alrededor de Raban y Kesun, desde Melitene (actual Malatya) a al-Bira (actual Birecik) y de Marach (actual Kahramanmaraş) y Ayntab (actual Gaziantep) al Éufrates, convirtiéndose en uno de los más poderosos nobles armenios de Cilicia. Las fuentes armenias contemporáneas lo califican de «Gran Ishkhan [“príncipe”] de los Armenios» o de «Ishkhan Ishkhanats [“príncipe de los príncipes”] de los Armenios» y Mateo de Edesa lo describe como sucesor de los reyes bagrátidas ; los cronistas árabes le reservan el título de «Malik al-Arman» («rey de los Armenios»). Gobernó primero junto a su hermano Bagrat y después con su hijo adoptivo Basilio Tghay, disponiendo de 6.000 caballeros, algunos de ellos procedentes de la antigua caballería armenia, y aproximadamente del doble de infantería. Asimismo, estaba aliado con el clan de los Pahlavouni, que también controlaba otros territorios en la región.
Hasta la caída de Melitene en 1102, Basilio solo estaba expuesto a los artúquidas por el flanco oriental de sus posesiones; esto le otorgaba una independencia de hecho, lo que le permitió recaudar impuestos que no entregaba al Imperio y disfrutar de las riquezas de los monasterios jacobitas, lo que le valió su sobrenombre de «Ladrón».

### Entre bizantinos y cruzados
La primera cruzada cambió toda la situación regional. En un primer momento, Basilio recibió favorablemente a los cruzados y contribuyó a la liberación de Bohemundo de Tarento, quien se encontraba cautivo de los Danisméndidas, y lo adoptó en 1103, una acción directa contra los bizantinos. Tras ello, tuvo que rechazar una primera agresión selyúcida en 1107 y una segunda en 1108; ambos éxitos le aureolaron de gloria entre los armenios.
La amenaza de que sus posesiones se vieran rodeadas por la regencia de Tancredo de Galilea en Antioquía (1104-1111) y en Edesa le hizo cambiar de política y recurrir a los bizantinos: obtuvo así, en 1108, el envío de pechenegos en apoyo de Balduino II de Jerusalén contra las tropas antioqueñas. Al mismo tiempo, obtuvo  el título bizantino de «sebasto» de Alejo I Comneno (ya tenía con anterioridad el de «duque»). En el intervalo, arrebató algunas plazas fuertes a los cruzados que, sin embargo, tuvo que devolver a Tancredo en 1111, tras la toma de Raban por este último.
El tratado de Devol, en 1108, modificó la situación y Bizancio pasó a ser quien amenazaba ahora la Eufratensis armenia. Basilio se unió entonces a los príncipes cruzados contra Mawdud ibn Altuntash, atabeg de Mosul.
Basilio murió hacia 1112. Su hijo adoptivo y sucesor, Basilio Tghay, que parece que tuvo que llegar a un acuerdo en primer lugar con la viuda de Basilio, no llegó a consolidarse en el poder y fue capturado por el conde de Edesa en 1116, antes de emigrar a la Cilicia armenia y después a Constantinopla.

## Relaciones con la Iglesia armenia
Basilio permaneció fiel a la Iglesia armenia, lo que le granjeó el apoyo de esta última, que legitimó su poder. Asimismo, desde 1082, el Catolicós Gregorio II el Martirófilo trasladó la sede catolicosal a sus tierras, a Karmir Vank; su sucesor, Basilio I de Ani, se convirtió en consejero político y albacea de Basilio.